# Schismatoglottis zonata
Schismatoglottis zonata là một loài thực vật có hoa trong họ Ráy (Araceae). Loài này được Hallier f. miêu tả khoa học đầu tiên năm 1896.